# Novara Calcio 1990-1991
Questa pagina raccoglie le informazioni riguardanti il Novara Calcio nelle competizioni ufficiali della stagione 1990-1991.

## Divise e sponsor
| 1ª divisa | 2ª divisa | 3ª divisa |

## Rosa
| N. |                   | Ruolo | Calciatore          |
| -- | ----------------- | ----- | ------------------- |
|    | Italia (bandiera) | C     | Ugo Armanetti       |
|    | Italia (bandiera) | P     | Enzo Bettini        |
|    | Italia (bandiera) | C     | Gianluca Birtig     |
|    | Italia (bandiera) |       | Bonetti             |
|    | Italia (bandiera) | D     | Alberto Castiglioni |
|    | Italia (bandiera) | P     | Enrico Cat-Berro    |
|    | Italia (bandiera) |       | Colombi             |
|    | Italia (bandiera) |       | Colonna             |
|    | Italia (bandiera) | C     | Alessandro Costa    |
|    | Italia (bandiera) | D     | Dario Da Ros        |
|    | Italia (bandiera) | C     | Sergio Elli         |
|    | Italia (bandiera) | D     | Moreno Farsoni      |

| N. |                   | Ruolo | Calciatore        |
| -- | ----------------- | ----- | ----------------- |
|    | Italia (bandiera) | C     | Matteo Ferraris   |
|    | Italia (bandiera) | A     | Christian Guatteo |
|    | Italia (bandiera) | A     | Gabriele Lanci    |
|    | Italia (bandiera) | A     | Salvatore Orofino |
|    | Italia (bandiera) | D     | Gianluca Pacioni  |
|    | Italia (bandiera) | A     | Rubens Pasino     |
|    | Italia (bandiera) | C     | Rinaldo Piraccini |
|    | Italia (bandiera) | D     | Carlo Riviezzi    |
|    | Italia (bandiera) | C     | Alessandro Sala   |
|    | Italia (bandiera) | C     | Maurizio Testa    |
|    | Italia (bandiera) | C     | Gaspare Uzzardi   |

## Risultati

### Campionato

#### Girone di andata
| 16 settembre 1990 1ª giornata | Novara | 1 – 0 | Pontedera |  |

| 23 settembre 1990 2ª giornata | Massese | 0 – 0 | Novara |  |

| 30 settembre 1990 3ª giornata | Novara | 2 – 0 | Prato |  |

| 7 ottobre 1990 4ª giornata | Tempio | 1 – 1 | Novara |  |

| 14 ottobre 1990 5ª giornata | Novara | 3 – 0 | Gubbio |  |

| 21 ottobre 1990 6ª giornata | Cuneo | 0 – 0 | Novara |  |

| 4 novembre 1990 7ª giornata | Novara | 1 – 1 | Cecina |  |

| 11 novembre 1990 8ª giornata | Montevarchi | 1 – 1 | Novara |  |

| 18 novembre 1990 9ª giornata | Novara | 0 – 2 | Viareggio |  |

| 25 novembre 1991 10ª giornata | Derthona | 1 – 1 | Novara |  |

| 2 dicembre 1990 11ª giornata | Novara | 0 – 0 | Ponsacco |  |

| 9 dicembre 1990 12ª giornata | Olbia | 0 – 0 | Novara |  |

| 16 dicembre 1990 13ª giornata | Oltrepò | 0 – 0 | Novara |  |

| 30 dicembre 1990 14ª giornata | Novara | 2 – 0 | Sarzanese |  |

| 6 gennaio 1991 15ª giornata | Poggibonsi | 1 – 0 | Novara |  |

| 13 gennaio 1991 16ª giornata | Novara | 0 – 1 | Alessandria |  |

| 20 gennaio 1990 17ª giornata | Livorno | 1 – 1 | Novara |  |

#### Girone di ritorno
| 3 febbraio 1991 18ª giornata | Pontedera | 0 – 2 | Novara |  |

| 10 febbraio 1991 19ª giornata | Novara | 1 – 1 | Massese |  |

| 17 febbraio 1991 20ª giornata | Prato | 3 – 0 | Novara |  |

| 24 febbraio 1991 21ª giornata | Novara | 1 – 3 | Tempio |  |

| 3 marzo 1991 22ª giornata | Gubbio | 0 – 0 | Novara |  |

| 17 marzo 1991 23ª giornata | Novara | 1 – 0 | Cuneo |  |

| 24 marzo 1991 24ª giornata | Cecina | 0 – 0 | Novara |  |

| 30 marzo 1991 25ª giornata | Novara | 0 – 0 | Montevarchi |  |

| 7 aprile 1991 26ª giornata | Viareggio | 2 – 0 | Novara |  |

| 14 aprile 1991 27ª giornata | Novara | 2 – 1 | Derthona |  |

| 28 aprile 1991 28ª giornata | Ponsacco | 2 – 1 | Novara |  |

| 5 maggio 1991 29ª giornata | Novara | 2 – 0 | Olbia |  |

| 12 maggio 1991 30ª giornata | Novara | 1 – 0 | Oltrepò |  |

| 19 maggio 1991 31ª giornata | Sarzanese | 1 – 1 | Novara |  |

| 26 maggio 1991 32ª giornata | Novara | 1 – 2 | Poggibonsi |  |

| 2 giugno 1991 33ª giornata | Alessandria | 1 – 0 | Novara |  |

| 9 giugno 1991 34ª giornata | Novara | 3 – 1 | Livorno |  |